# Bembrive
Bembrive es una parroquia y también una entidad local menor del municipio de Vigo, en la comunidad autónoma de Galicia, España.

## Símbolos
El escudo heráldico que representa a la entidad local menor fue aprobado oficialmente con el siguiente blasón:

«De sinople (verde), una hacha de oro (amarillo), dispuesta en banda y acompañada, en el jefe, de una rama de pino, y en la punta, de una venera, todo del mismo. Al timbre, corona real cerrada.»
Diario Oficial de Galicia nº 85 de 3 de mayo de 2001

La bandera de la entidad local menor fue aprobada el 25 de abril de 2002 con la siguiente descripción textual:

«Sobre paño verde, el hacha de amarillo, dispuesta en banda y acompañada, al asta, de una venera, y al batiente, de una rama de pino, todo de lo mismo.»
Diario Oficial de Galicia nº 93 de 15 de mayo de 2002

## Datos básicos
Según datos del padrón de 2010, contaba con una población de 4.362 habitantes, repartidos en 15 entidades de población.

## Geografía
| NA CÑ VI MA CA FR LA TE CB CN SA AL OY CJ VA SA ZA BM BE Cangas Bueu Moaña Vilaboa Ensenada de San Simón Ría de Aldán Pazos de Borbén Redondela Sotomayor Gondomar Bayona Nigrán Mos Porriño Islas Cíes Océano Atlántico Vigo de Ría |
| Municipio de Vigo. |

Ocupa el profundo valle del río Eifonso, en el interior del municipio de Vigo. Bembrive se trata de una entidad local menor, siendo una de las 9 parroquias gallegas que poseen oficialmente esta categoría.

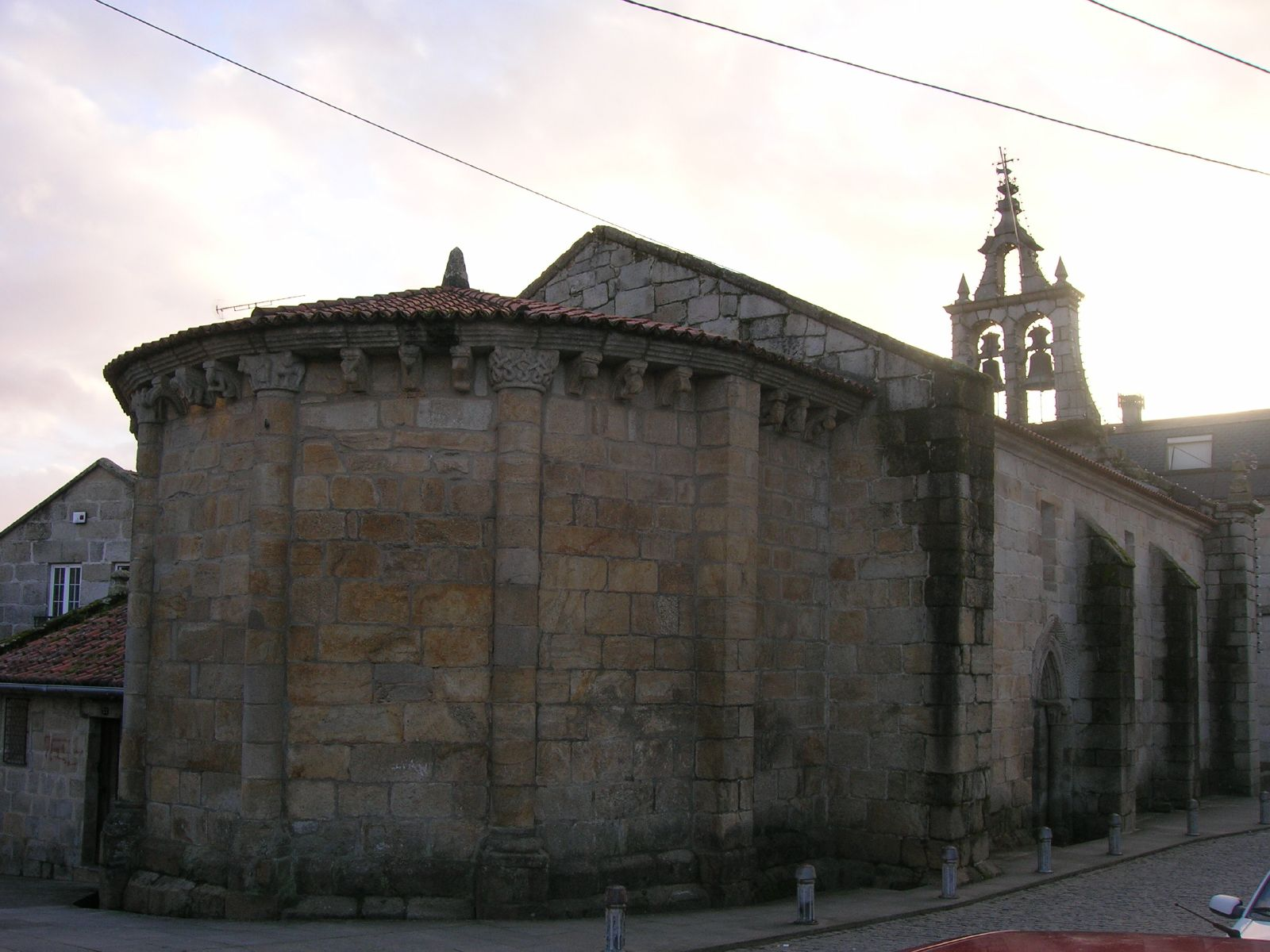
Ábside de la iglesia románica de Santiago de Bembrive

### Ampliación de la A52 y el conflicto con la parroquia de Bembrive
La ampliación de la A52 es un proyecto de infraestructura que ha generado controversia en la parroquia de Bembrive, en Vigo, Galicia. En diciembre de 2024, se planea extender la autovía, lo que afectaría gravemente el entorno natural del río Eifonso, amenazando su flora y fauna. Este proyecto ha provocado una fuerte oposición por parte de los vecinos, organizados en la plataforma "Bembrive en Pé", que luchan por detener las obras debido a los riesgos ambientales y sociales que conlleva.

#### El papel de la plataforma "Bembrive en Pé"
La plataforma "Bembrive en Pé" ha llevado a cabo protestas, recogidas de firmas y campañas de sensibilización para frenar la ampliación de la A52. Los opositores del proyecto denuncian la posible destrucción del ecosistema del río Eifonso y temen que las obras alteren la calidad de vida de la comunidad local.

#### Posturas de las autoridades locales
El alcalde de Vigo y las autoridades municipales defienden la ampliación como una necesidad para mejorar la conectividad y la seguridad vial de la región. Por otro lado, la Entidad Local Menor de Bembrive, con su alcaldesa (Patricia Otero) al frente , se ha alineado con el alcalde de Vigo, incrementando la extensión del conflicto.

#### Impacto ambiental y social
Los ecologistas alertan sobre los riesgos para el medio ambiente, mientras que los vecinos temen el aumento de la contaminación, el ruido y el tráfico. La controversia persiste a medida que se acerca la fecha de inicio de las obras, con la plataforma "Bembrive en Pé" presionando a las autoridades para que reconsideren el proyecto.

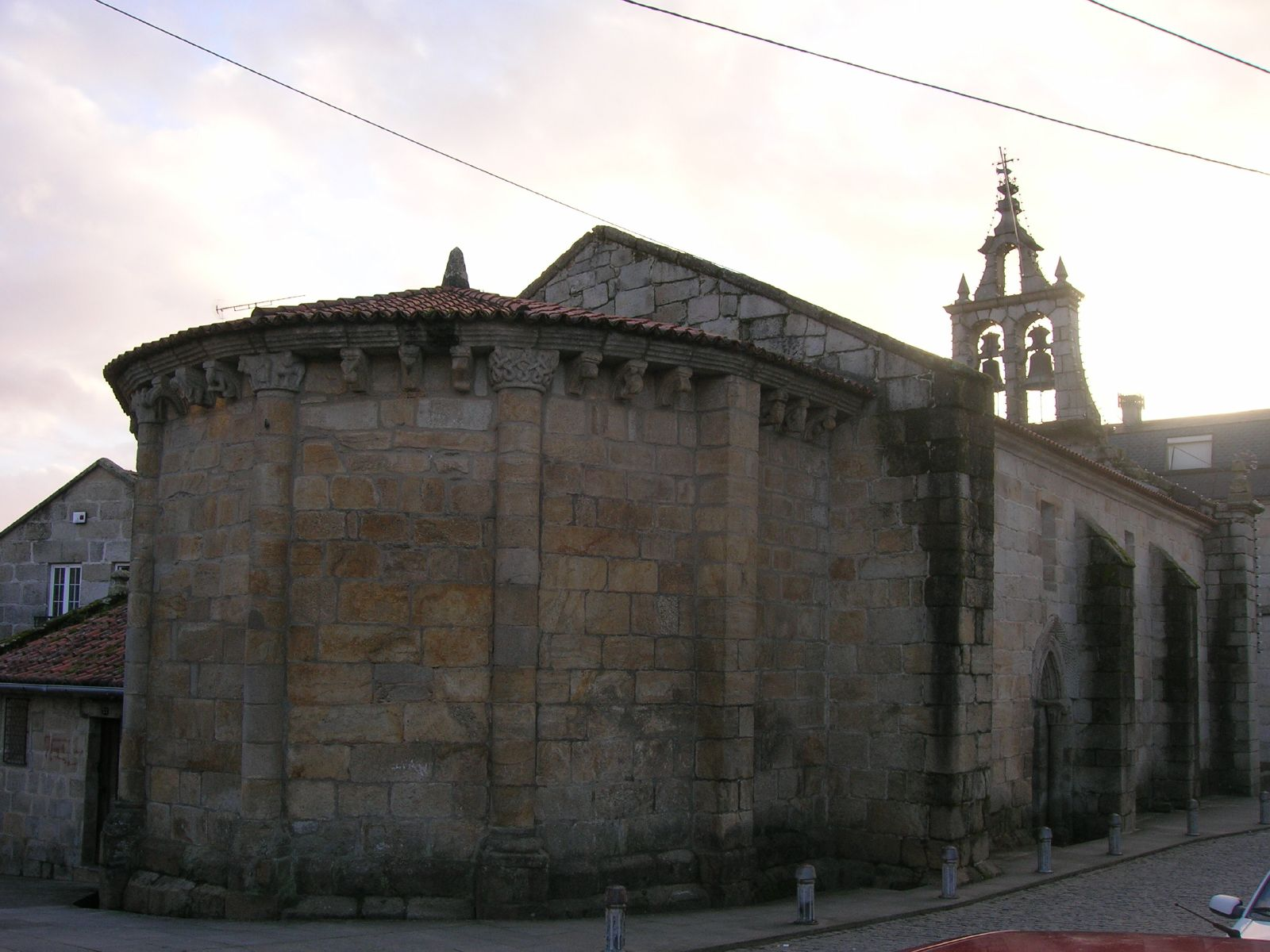
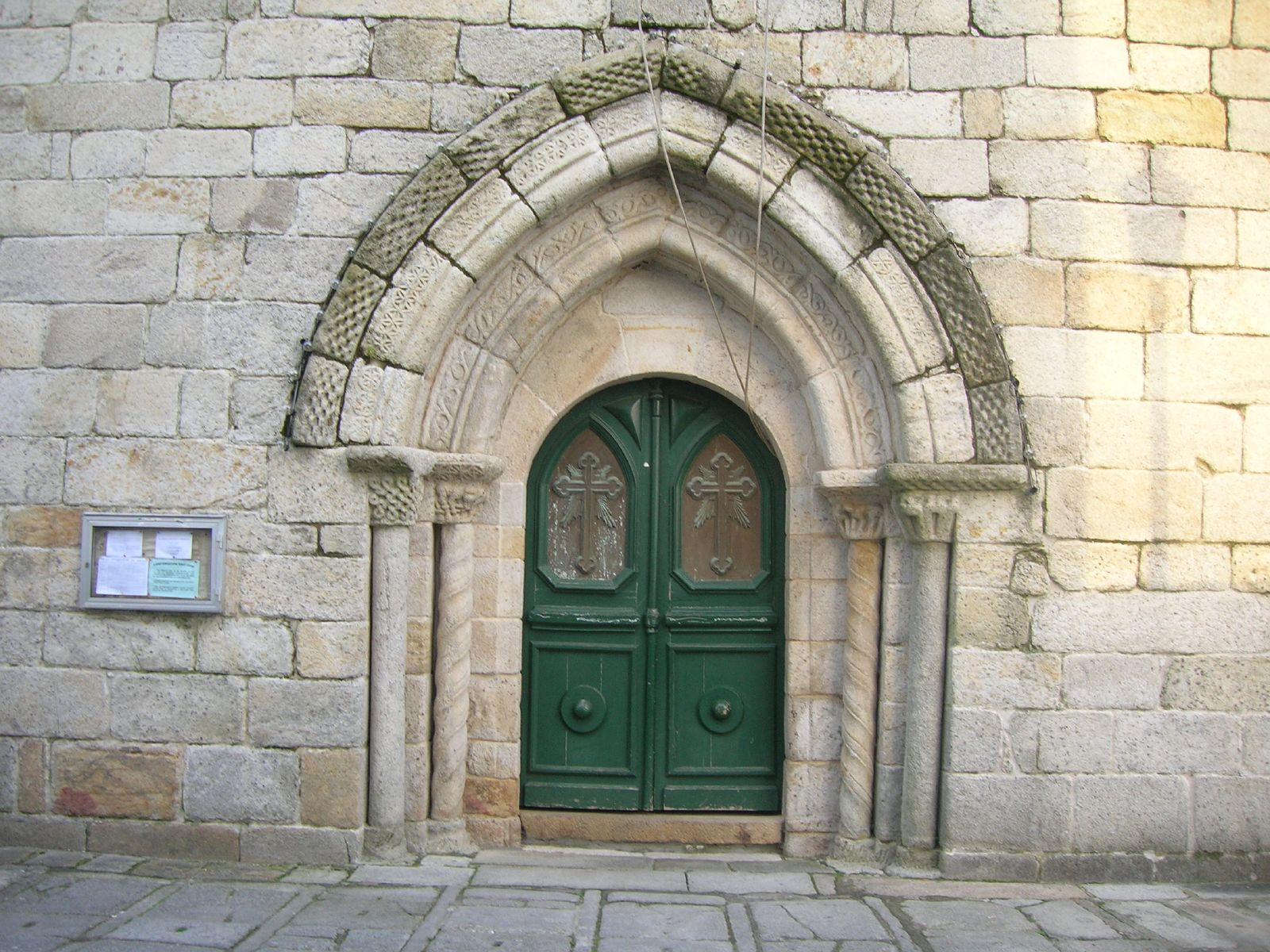
Iglesia románica de Santiago de Bembrive